# Zbigniew Ziobro
Zbigniew Tadeusz Ziobro, né le 18 août 1970 à Cracovie, est un homme d'État polonais. Membre de Droit et justice (PiS) puis de Pologne solidaire (SP), il est ministre de la Justice de 2005 à 2007 et de 2015 à 2023.

## Biographie

### Formation et vie professionnelle
Après avoir terminé en 1994 ses études de droit à l'université Jagellonne, il commence sa carrière comme procureur.
En 1997, il est responsable du service juridique de l'Alliance électorale Solidarité (AWS). Entre 1998 et 2000, il est conseiller auprès du ministre de l'Intérieur, Marek Biernacki.

### Parcours politique

#### Débuts
Il devient secrétaire d'État du ministère de la Justice en mars 2001, sous l'autorité de Lech Kaczyński. Il quitte ces fonctions en juillet et participe à la fondation de Droit et justice (PiS). Lors des élections législatives du 23 septembre suivant, il est élu député à la Diète avec 36 309 votes préférentiels dans la circonscription de Cracovie-II.
Aux élections locales d'octobre 2002, il postule pour le poste de maire de Cracovie, mais il échoue à y accéder au second tour. Directeur de la campagne de Lech Kaczyński pour l'élection présidentielle des 9 et 23 octobre 2005, il est en outre réélu à la Diète au cours des élections législatives du 25 septembre, totalisant 120 188 suffrages de préférence, le meilleur résultat de la circonscription et loin devant Jan Rokita.

#### Ministre de la Justice
Le 31 octobre, Zbigniew Ziobro est nommé, à 35 ans, ministre de la Justice et procureur général dans le gouvernement minoritaire du conservateur Kazimierz Marcinkiewicz. Il est reconduit dans le cabinet de coalition de Jarosław Kaczyński, lorsque celui-ci accède au pouvoir le 14 juillet 2006.
Il remporte un troisième mandat à la Diète à l'occasion des élections législatives anticipées du 21 octobre 2007, où il engrange 164 681 voix préférentielles dans la circonscription de Cracovie-II. Après Jaroslaw Kaczyński, il est le candidat le mieux élu de PiS. 

#### Député européen
Il ne va pas au terme de son mandat de député à la Diète, puisqu'il est élu député au Parlement européen lors des élections européennes du 7 juin 2009 : candidat dans la circonscription de Petite-Pologne – Sainte-Croix, il remporte 335 933 votes préférentiels, ce qui fait de lui le parlementaire le mieux élu de Droit et justice et le deuxième mieux élu de toute la Pologne, après Jerzy Buzek.

#### Fondation de Pologne solidaire
À la suite de la défaite de PiS aux élections du 9 octobre 2011, il demande plus de démocratie dans le fonctionnement du parti. Il en est exclu le 5 novembre, par décision du comité politique . Il quitte le groupe des Conservateurs et réformistes européens (ECR) à la fin du mois et intègre le groupe Europe, liberté et démocratie (ELD). Le 24 mars 2012, il fonde le parti Pologne solidaire (SP) avec 21 autres députés polonais qui avaient également quitté Droit et Justice le 8 novembre 2011.
Bien qu'il ait obtenu 60 763 suffrages de préférence dans sa circonscription, il échoue à se faire réélire aux élections européennes du 25 mai 2014 puisque SP ne remporte que 3,9 % des voix au niveau national. Le mois suivant, il conclut un accord d'union avec Droit et justice et La Pologne ensemble (PR). Il postule donc aux élections législatives du 25 octobre 2015, dans la circonscription de Kielce, où il obtient 67 238 voix préférentielles, devançant nettement le ministre des Affaires étrangères Grzegorz Schetyna.

#### Retour au ministère de la Justice
Le 16 novembre 2015, Zbigniew Ziobro est nommé ministre de la Justice et procureur général dans le gouvernement de Beata Szydło (PiS).
En décembre 2017, dans le cadre de la politique de « décommunisation » menée par Droit et justice, il saisit le Tribunal constitutionnel pour faire abroger la disposition du Code pénal polonais prévoyant la prescription des crimes commis par les fonctionnaires du régime communiste. Cette mesure, prise par les sociaux-démocrates en 1997, vise des crimes comme la torture et les traitements cruels, inhumains ou dégradants infligés intentionnellement à l’égard des opposants au communisme.
Il est à l'origine en 2023 d'une violente polémique contre la réalisatrice Agnieszka Holland et son film Green Border (« frontière verte »), mettant en scène la crise migratoire de 2021 à la frontière polono-biélorusse. Le ministre évoque le nazisme de la réalisatrice, tout en l'accusant de pratiquer la langue des « stalinistes » et des « communistes ». À la suite de cette intervention, des messages injurieux, haineux ou antisémites déferlent sur les réseaux sociaux à l'adresse d'Agnieszka Holland.

### Articles
- Gouvernement Marcinkiewicz
- Gouvernement Kaczyński
- Gouvernement Szydło
- Gouvernement Morawiecki I et II